# Eesti Laul
Eesti Laul (з ест. «Естонська пісня») — щорічний музичний конкурс, організований естонським громадським мовником Eesti Rahvusringhääling (ERR). Конкурс щороку визначає представника Естонії на Пісенному конкурсі Євробачення. Eesti Laul був запроваджений у 2009 році та замінив колишній фестиваль Eurolaul, який використовувався з першої участі Естонії на Євробаченні в 1993 році. Це одна з найбільших популярних телепрограм Естонії, що також транслюється по радіо та в Інтернеті. У 2012 році півфінали в середньому переглядали 199 тис. глядачів, а 296 тис. — фінал.

## Переможці
| Рік  | Виконавець              | Пісня                                                | Голосів у фіналі Eesti Laul | Євробачення            | Євробачення            | Євробачення            | Євробачення            |
| Рік  | Виконавець              | Пісня                                                | Голосів у фіналі Eesti Laul | Фінал                  | Бали                   | Півфінал               | Бали                   |
| ---- | ----------------------- | ---------------------------------------------------- | --------------------------- | ---------------------- | ---------------------- | ---------------------- | ---------------------- |
| 2025 | Томмі Кеш               | «Espresso Macchiato»                                 | –                           |                        |                        |                        |                        |
| 2024 | 5miinust і Puuluup      | «(Nendest) narkootikumidest ei tea me (küll) midagi» | 60 %                        | 20                     | 37                     | 6                      | 79                     |
| 2023 | Аліка                   | «Bridges»                                            | 42 %                        | 8                      | 168                    | 10                     | 74                     |
| 2022 | Стефан Айрапетян        | «Hope»                                               | 62 %                        | 13                     | 141                    | 5                      | 209                    |
| 2021 | Уку Сувісте             | «The Lucky One»                                      | 46 %                        | не пройшов             | не пройшов             | 13                     | 58                     |
| 2020 | Уку Сувісте             | «What Love Is»                                       | 68 %                        | конкурс було скасовано | конкурс було скасовано | конкурс було скасовано | конкурс було скасовано |
| 2019 | Віктор Крон             | «Storm»                                              | 46 %                        | 20                     | 76                     | 4                      | 198                    |
| 2018 | Еліна Нечаєва           | «La forza»                                           | 71 %                        | 8                      | 245                    | 5                      | 201                    |
| 2017 | Койт Тооме та Лаура     | «Verona»                                             | 56 %                        | не пройшли             | не пройшли             | 14                     | 85                     |
| 2016 | Юрі Поотсманн           | «Play»                                               | 45 %                        | не пройшов             | не пройшов             | 18                     | 24                     |
| 2015 | Еліна Борн і Стіг Ряста | «Goodbye to Yesterday»                               | 79 %                        | 7                      | 106                    | 3                      | 105                    |
| 2014 | Татьяна Михайлова       | «Amazing»                                            | 53 %                        | не пройшла             | не пройшла             | 12                     | 36                     |
| 2013 | Біргіт Ийгемеель        | «Et uus saaks alguse»                                | 51 %                        | 20                     | 19                     | 10                     | 52                     |
| 2012 | Отт Лепланд             | «Kuula»                                              | 67 %                        | 6                      | 120                    | 4                      | 100                    |
| 2011 | Геттер Яані             | «Rockefeller Street»                                 | 62 %                        | 24                     | 44                     | 9                      | 60                     |
| 2010 | Малкольм Лінкольн       | «Siren»                                              | 54 %                        | не пройшов             | не пройшов             | 14                     | 39                     |
| 2009 | Urban Symphony          | «Rändajad»                                           | 82 %                        | 6                      | 129                    | 3                      | 115                    |